# Organização Revolucionária Marxista Política Operária
A Organização Revolucionária Marxista Política Operária (Polop) foi uma organização da esquerda extraparlamentar brasileira, contrária à linha do Partido Comunista Brasileiro, e que deu origem a várias outras:
- Comando de Libertação Nacional (Colina)
- Vanguarda Popular Revolucionária (VPR)
- Partido Operário Comunista (POC)
- Vanguarda Armada Revolucionária Palmares (VAR-Palmares)
- Organização de Combate Marxista-Leninista - Política Operária (OCML-PO), também conhecida como "nova Polop"
- Movimento Comunista Revolucionário (MCR)
- Movimento de Emancipação do Proletariado (MEP)
- Organização Marxista Proletária (OMP)
- Coletivo Marxista
- Movimento Marxista 5 de Maio (MM5)

## Objetivos
A POLOP surgiu em janeiro de 1961, reunindo cerca de vinte militantes, como resultado da fusão de pequenos grupos do Rio de Janeiro (Juventude do Partido Socialista Brasileiro), Minas Gerais (Mocidade Trabalhista), São Paulo (Liga Socialista Independente) e Bahia (um  grupo em Salvador e outro em Ilhéus). Esses militantes não aceitavam as propostas do PCB, força então dominante na esquerda - que afirmava que a revolução no Brasil tinha caráter democrático-burguês -, e não concordavam com a orientação do PCB de levar o operariado a apoiar um setor da burguesia.
Na Convocatória para a fundação, colocavam-se os seguintes objetivos:
- elaborar um programa socialista para o país;
- recrutar jovens militantes operários para a organização;
- procurar influir sobre o desenrolar da luta de classes no país, em cada momento e com os meios disponíveis,.

## História

### Genealogia
As raízes da POLOP estão na Juventude Socialista do Partido Socialista Brasileiro (PSB) do Rio de Janeiro, que formou a Organização Revolucionária Marxista - Política Operária (ORM-Polop) em fevereiro de 1961, a partir da fusão com círculos de estudantes provenientes da Mocidade Trabalhista, de Minas Gerais, da Liga Socialista, de São Paulo, simpatizantes de Rosa Luxemburgo e alguns trotskistas, além de dissidentes do PCB do Rio de Janeiro, São Paulo, Minas e militantes da Bahia (Salvador e Ilhéus).
Já em 1964, depois do golpe que derrubou o governo do presidente João Goulart, a Polop participou da articulação de uma guerrilha contra o regime militar, mas a tentativa foi abortada ainda na fase de planejamento, em Copacabana, pelo Centro de Informações da Marinha (Cenimar). Participou também no final de 1966 e início de 1967 da chamada Guerrilha do Caparaó, liderada por militantes do Movimento Nacionalista Revolucionário (MNR), formada por ex-militares.
Em 1967, no IV Congresso, pouco menos da metade dos militantes cindem a Polop e dão origem ao Comando de Libertação Nacional (Colina), em Minas Gerais, enquanto, em São Paulo, uma "ala esquerda" da organização uniu-se a militantes remanescentes do MNR para constituir a Vanguarda Popular Revolucionária (VPR).
Em 1969, remanescentes da VPR e do Colina se uniram para formar a Vanguarda Armada Revolucionária Palmares (VAR-Palmares). Em 1968 a Polop funde-se com a Dissidência Leninista do PCB, no Rio Grande do Sul, para criar o Partido Operário Comunista (POC).
Em abril de 1970, um grupo de militantes (quase a totalidade provenientes da Polop) desligou-se do POC para voltar a constituir a OCML-Polop; o motivo foi a adesão às ações armadas por parte da quase totalidade dos originários da dissidência leninista; a nova Polop manteve a orientação central de realizar o trabalho de propaganda junto a vanguarda operária, rebatizando sua organização como Organização de Combate Marxista-Leninista - Política Operária (OCML-PO).
No exílio, a OCML-PO editou, durante certo tempo, em conjunto com a Ação Popular (AP) Socialista e o MR-8, a revista de debates teóricos Brasil Socialista.
Finalmente, em 1976, o Movimento pela Emancipação do Proletariado (MEP) surgiu a partir de um grupo carioca da Polop, denominado Fração Bolchevique.

### Bases teóricas e ideológicas
Quando da fundação da POLOP, em 1961, o PCB era praticamente sinônimo de esquerda no Brasil. Desde as décadas precedentes e até 1943, seguindo as orientações da Internacional Comunista, e, depois de 1947 (quando a IC foi extinta), do Cominform (Escritório de Informação dos Partidos Comunistas e Operários), o PCB sustentava que o caráter da revolução no Brasil era democrático, isto é, tratava-se de uma revolução burguesa; que o desenvolvimento do capitalismo no país era tolhido, de um lado, pelo latifúndio feudal ou semi-feudal e, de outro, pelo imperialismo americano; e que era, portanto, necessário apoiar um setor da burguesia – democrático, progressista ou nacionalista, sendo que o adjetivo variou ao longo do tempo – na sua luta contra o latifúndio e o imperialismo.
A ênfase na formulação das orientações em cada país recorrendo à aplicação da teoria, a partir da análise da realidade concreta, já havia sido soterrada pelo "pragmatismo", orientado pela necessidade dos Estados socialistas, vitoriosos em países periféricos e que enfrentavam o cerco das potências imperialistas.
A POLOP procurou incorporar conscientemente a tradição – da aplicação da teoria à realidade – retomando as formulações de Marx e Engels, e dos partidos comunistas do  início do século XIX e dos quatro primeiros Congressos da Terceira Internacional (que contaram com a participação de Lenin). Essa retomada se dá através de Eric Sachs, um dos fundadores da POLOP.
Austríaco de origem judaica, Sachs nasceu em 1922. Em 1934, devido ao recrudescimento das perseguições do nazismo aos judeus, emigra para a Rússia (sua mãe tinha um irmão militante do partido bolchevique). Lá, frequentou a escola Karl Liebknecht até 1937, quando foi expulso por manter contatos com militantes da Oposição Comunista Alemã (KPO). Volta à Áustria com a mãe e, depois de alguns meses, foge para Paris, onde se torna o mais jovem militante da KPO no exílio e conhece comunistas, como Victor Serge, e militantes do POUM da Espanha. Na mesma época, passa a conviver com August Thalheimer, com quem trava discussões sistemáticas.
Thalheimer, discípulo de Rosa Luxemburgo, militara na Liga Spartacus e participara, em 1919, da fundação do Partido Comunista Alemão (PCA), junto com Rosa Luxemburgo, Karl Liebknecht, Leo  Jogiches e outros. Na década de 1920, o PCA era um dos partidos comunistas mais importantes da Europa, e Thalheimer, o seu principal teórico do Partido. Ele e Heinrich Brandler foram dirigentes do PCA. Em 1928, ambos foram expulsos, juntamente com cerca de 5 mil outros militantes, por discordarem da política ultra-esquerdista da Terceira Internacional, e fundam, então, a Oposição Comunista (KPO). Thalheimer exila-se na França em 1932. Em 1940, após a ocupação da França pela Alemanha, tanto Thalheimer como Eric Sachs deixam o país. Thalheimer vai para Cuba e Sachs vai para o Brasil.
As formulações da POLOP relativamente à independência das bandeiras e da organização da classe operária, à participação nas eleições, às palavras de ordem de transição e ao governo de transição, bem como às relações entre países imperialistas a partir da Segunda Guerra Mundial – a cooperação antagônica - retomam as orientações clássicas de Marx e Engels, dos quatro primeiros congressos da 3ª Internacional (época em que Lenin era vivo) e as marcas da convivência de Eric Sachs com Thalheimer.
Anti-imperialismo e anticapitalismo
Até a Segunda Guerra mundial as guerras entre potências imperialistas apresentavam-se como possibilidade para resolver as suas contradições. Desde então, com o fortalecimento do campo socialista (a União Soviética, mais os países socialista do leste europeu e a China – englobando 1/3 da população mundial), a guerra inter-imperialista não é mais vista como meio para solucionar as contradições entre as potências imperialistas diante da ameaça maior do campo socialista.
O sentido de auto-defesa perante a revolução mundial (a cooperação) passa a prevalecer nas relações entre as potências imperialistas; as contradições (os antagonismos) inter-imperialistas se manifestam de outra forma: há uma cooperação antagônica” (termo cunhado por August Thalheimer) sob a hegemonia dos EUA.
O mesmo fenômeno ocorre nas relações entre o imperialismo e o capital nacional: os choques entre eles não se sobrepõem ao interesse maior de exploração da mais-valia. Por isso, a luta anti-imperialista é ao mesmo tempo luta anti-capitalista. Não corresponde mais à realidade da luta de classes esperar que qualquer setor da burguesia se engaje decididamente em uma luta anti-imperialista.
Hoje, mesmo com o desmoronamento do campo socialista, o potencial militar dos EUA, tão superior ao dos demais países capitalistas, torna improvável uma guerra inter-imperialista. As burguesias dos países centrais preferem resolver as suas contradições por outros meios. É por isto que a POLOP, e hoje os mantenedores de sua tradição teórica (agrupados em organizações como ASS - Alternativa Sindical Socialista e CVM - Centro de Estudos Victor Meyer), pontuam que a luta anti-imperialista é inseparável da luta anticapitalista.
O caminho pacífico: a coexistência pacífica na luta de classes
A história mostra que nenhuma classe abandonou o seu domínio sem luta. Todas as revoluções vitoriosas tiveram que se impor através de uma luta tenaz e armada contra o inimigo interno e externo.
A diplomacia dos países socialistas usava a defesa da “coexistência pacífica” como argumento para denunciar os preparativos bélicos dos países imperialistas, para os quais a guerra é uma saída para as suas crises; a guerra servindo, além disso, como a única possibilidade de conter as lutas de libertação dos povos.
A “coexistência pacifica” não pode ser aplicada, entretanto, nas relações entre países dominados e dominadores, nem nas relações entre as classes exploradas e exploradoras.
Não era esse o entendimento do PCB que afirmava na época (pré golpe) o caminho pacífico para se alcançar o socialismo no Brasil: a vitória através de reformas pacíficas. O PCB apenas seguia orientação do movimento comunista internacional resultante da subordinação dos interesses da revolução mundial à defesa dos Estados socialistas.
Os proletariados do mundo capitalista tem que, ao mesmo tempo, solidarizar-se com os Estados socialistas na sua luta contra as potências capitalistas e buscar, de modo autônomo, os caminhos da revolução, contribuindo assim efetivamente para a luta conjunta contra o mundo capitalista.
O golpe militar de 64 desmentiu de modo contundente a ilusão do caminho pacífico, um dos fatores da desagregação ulterior do PCB. A POLOP criticava essa visão e afirmava que o processo em curso acabaria desembocando em uma luta acirrada e que o golpe viria, e de fato veio com todas as consequências conhecidas: a intervenção nos sindicatos, perseguição aos partidos de esquerda, às ligas camponesas, à UNE, etc.
As condições para a conquista do poder; a situação revolucionária
Sabe-se que a sociedade capitalista funciona com ciclos de crescimento econômico, auge, crise e descenso; e a experiência histórica mostra que há crises econômicas que coincidem com crises políticas, em que os desentendimentos entre setores das classes dominantes são de tal ordem que o domínio da burguesia se enfraquece (os de cima não conseguem dominar como antes), e propicia a irrupção de movimentos dos de baixo, independentes de partidos, classes e grupos; são as chamadas situações revolucionárias, momentos em que esses movimentos podem se propor romper o domínio existente (os de baixo não querem continuar a viver como antes), e que se forem suficientemente fortes fazem a revolução. (“A falência da II Internacional” Lenin – 1915).
A POLOP resgatou essa caracterização das condições para liquidar o domínio burguês, contra a ideia de conquistar o poder pela via eleitoral (implícita nas formulações da corrente dominante na esquerda – o PCB).
O governo revolucionário dos trabalhadores
Inspirando-se nas resoluções sobre a tática do IV Congresso da Internacional comunista, a POLOP incorporou às suas orientações, como palavra de ordem de propaganda, a possibilidade de um governo revolucionário dos trabalhadores.
Esse governo poderia se materializar em condições de instabilidade do poder burguês, mas em que o conjunto do proletariado urbano e rural ainda não estivesse maduro para a ditadura do proletariado. São governos, que se concretizados, ou marcham adiante e se transformam em ditadura do proletariado, ou não encontram força suficiente e são destruídos pela reação burguesa. São por isso, de transição.
Ocorrem quando a estrutura econômica ainda é burguesa, mas a dominação desta está abalada, e o proletariado mobilizado pode ter força suficiente para se constituir como governos de transição; transição de um governo burguês para a ditadura do proletariado.
Esse fenômeno se apresentou na Rússia de 1917, entre fevereiro e outubro, na forma de duplo poder: um governo burguês coexistindo com os sovietes dos operários, soldados e camponeses. Para fortalecer o poder dos sovietes, as palavras de ordem centrais eram Paz, Terra e Pão. Paz porque os soldados não queriam mais servir de bucha de canhão de uma guerra sem sentido para eles; terra que era a principal demanda dos camponeses; pão, que simbolizava a situação de miséria que os operários viviam. Palavras de ordem de transição: que eram capazes de mobilizar os operários e camponeses, e cuja realização colocava em xeque o poder burguês (não são palavras de ordem de uma ditadura do proletariado). Essa transição teve o seu fim com os sovietes assumindo o poder e destruindo o poder burguês.
Em Cuba, esse governo de transição se instalou em janeiro de 1959, com a vitória do movimento guerrilheiro articulado com a greve geral e insurreição, que desmantelou as forças armadas e a ditadura de Batista. Esse governo era presidido por um juiz liberal honesto, com vários ministros de mesma linhagem política; ao lado de outros identificadas com o movimento revolucionário, entre eles o ministro do Exército Rebelde, que era Fidel; era o “duplo poder” no interior do governo; já em fevereiro de 1959, o Primeiro Ministro renuncia e Fidel assume o cargo. Em julho, ante a posição reacionária do presidente Urrutia,  Fidel renunciou; o que levou a população a se manifestações exigindo a volta de Fidel; diante da situação criada, Urrutia renuncia; com isso aceleram-se medidas como a reforma agrária, o combate à sabotagem do imperialismo americano, da imprensa (ainda nas mãos da burguesia), a constituição das Milícias Nacionais Revolucionárias, dos Comitês de Defesa da Revolução (CDRs) e outras tendentes a reforçar o poder revolucionário.
Em 1961, Fidel proclama que Cuba é socialista: a transição se completara.
As resoluções do IV Congresso da IC (Internacional Comunista) não admitem governos de coalizão – abertas ou disfarçadas - com a burguesia, que sirvam para acalmar e/ou enganar as massas.
As palavras de ordem devem incluir, entre outras, o armamento do proletariado, o desarmamento da burguesia, o controle operário da produção, a instituição do imposto progressivo.
Um governo desse tipo só é possível se surge da luta de massas, se se apóia em organismos operários aptos para o combate e criados por amplos setores das massas oprimidas.
A POLOP afirmava que no Brasil tal tipo de governo não pode ser fruto de um simples processo eleitoral, tem que ser resultado de uma intervenção ativa das massas; e que não poderia exercer seu poder através dos instrumentos “democráticos” - o Congresso, Judiciário, o Legislativo, a Policia, o Exército, que tem que ser neutralizados e eliminados. “Essa é a característica principal que distingue”... esse governo de transição...”dos governos “populares’ e ‘democráticos’ que sob rótulo radical, procuram salvar e conservar o aparelho estatal burguês e governar com ele.”
Existe uma distância enorme entre a proposta de governo de transição (com as palavras de ordem de transição), e a participação em governos do Estado burguês, como é feito ou se propõe fazer com propostas de programas democrático populares adotados por vários partidos e grupos hoje.
Participação em governos burgueses; conquista de governo no Estado burguês
No início do século XX, era inconcebível para os revolucionários a participação em governos do Estado burguês. Essa orientação da IC está expressa no item anterior. Em 1901/1902 Rosa Luxemburgo, no texto “ Crise do movimento socialista na França” critica veementemente a participação de um socialista como ministro em um governo burguês; Lenin, em “O que fazer?” critica também o oportunismo do Partido Socialista Francês nesse mesmo episódio.
Rosa, no artigo “Uma questão de tática”, explica:...”há uma diferença essencial entre os corpos legislativos e o governo de um Estado burguês. No parlamento, quando os operários eleitos não conseguem o triunfo de suas reivindicações, podem pelo menos continuar a luta persistindo numa atitude de oposição. O governo, contrariamente, tendo por tarefa a execução de leis, a ação, não comporta em seus moldes uma oposição de princípios... tem de agir constantemente ...à base da ordem reinante...à base do
Estado burguês.” E isso é incompatível com o “ponto de vista de que só com a ruína da ordem capitalista pode ser encarada a introdução do socialismo, e que a atividade socialista no presente se reduz à preparação objetiva e subjetiva desse momento...”
Como exemplos de abandono das orientações dos primeiros anos da IC com relação às forças burguesas e ao
Estado burguês: o Secretário Geral do PC francês, Thorez, volta de Moscou para ser ministro do governo burguês de De Gaulle em 1944/45; na Itália Togliatti, Secretário Geral do PC italiano, faz o mesmo: torna-se ministro do governo burguês do marechal Badoglio; tanto na França como na Itália eram os PCs que tinham as forças antinazistas e antifascistas mais poderosas; o mesmo aconteceu na Grécia; antes, Tito, da Iugoslávia, em plena guerra, às vésperas do triunfo no país, recebeu orientação semelhante, mas não obedeceu e a Iugoslávia tornou-se socialista; também Mao, na China foi orientado a se integrar às forças de Chiang Kai Chek (comandante burguês) na luta contra o invasor japonês; o PC Chinês não seguiu a orientação e derrotou os japoneses e as forças de Chiang Kai Chek; estas se refugiaram na ilha de Taiwan.
Ação dos comunistas no parlamento burguês
Com relação à ação dos comunistas no Parlamento, o 2º Congresso da IC, traz uma resolução, da qual transcrevemos abaixo trechos,  com uma introdução feita por Trotsky e teses elaboradas por Bukhárin e Lenin:
“...Mas nas condições atuais, na época da decadência imperialista, o Parlamento tornou-se, ao mesmo tempo, um instrumento de mentira, de fraude, de violência e um moinho exasperante de palavras. Perante as devastações, as pilhagens, as violências, os atos de banditismo e as destruições levadas a cabo pelo imperialismo, as reformas parlamentares, desprovidas de espírito de continuidade e estabilidade, concebidas sem um plano de conjunto, perderam toda a eficácia prática para as massas trabalhadoras.”
“...a essência do problema é sempre a mesma, em qualquer lado: trata-se para nós da preparação política e técnica direta da insurreição proletária, da destruição do poder de Estado burguês e do estabelecimento de um novo poder de Estado proletário.” 
“...não se pode por a questão da utilização das instituições do Estado burguês senão com o objetivo da sua destruição. E neste, e apenas neste sentido, que a questão deve ser encarada.” “...O método fundamental da luta do proletariado contra a burguesia, quer dizer, contra o seu poder de Estado, é, em primeiro lugar, o da ação de massas.”
“...A tribuna do Parlamento burguês é um desses pontos de apoio secundários.” 
“...o Partido Comunista não se encontra aí para desenvolver uma atividade orgânica, mas para ajudar as massas, do interior do Parlamento, a destruir pela sua ação independente o aparelho de Estado da burguesia e o próprio Parlamento.”
“...A participação nas campanhas eleitorais e a propaganda revolucionária a partir da tribuna parlamentar tem uma importância particular para a conquista política dos setores da classe operária que, como as massas trabalhadoras rurais, permaneceram até então, afastadas da vida política.”
Participar do parlamento ou boicotá-la depende de uma série de condições específicas.
“...Os partidos comunistas devem renunciar ao velho hábito social-democrata de eleger exclusivamente parlamentares “experimentados” e sobretudo advogados. Em geral, os candidatos serão escolhidos entre os operários. Não se deve temer a designação de simples membros do partido sem grande experiência parlamentar.”
“...é atribuição exclusiva do comitê central do partido comunista a organização do grupo parlamentar, esteja ou não, nesse momento, o partido na legalidade....O comitê central contará no grupo parlamentar com um representante permanente que goze do direito de veto. Em todos os problemas políticos importantes, o grupo parlamentar está obrigado a solicitar as diretrizes prévias do comitê central.”
“...Todo deputado comunista no parlamento está obrigado a recordar que não é um “legislador” que busca uma linguagem comum com outros legisladores, mas um agitador do partido enviado para atuar junto ao inimigo para aplicar as decisões do partido. O deputado comunista é responsável não ante a massa anônima dos eleitores mas sim ante o partido comunista seja este ilegal ou não;”
São orientações em que a ação parlamentar aparece como meio de destruir o Estado burguês, meio secundário, subordinado a ação extraparlamentar das massas, direcionado para quebrar as ilusões das massas afastadas da vida política, sem nenhuma ilusão de que possa se conquistar benefícios através de reformas; ação no parlamento sob estrito controle do partido, para impedir a sua cooptação pela máquina do Estado. Isso tudo supõe a existência de uma organização revolucionária forte o suficiente para se contrapor ao poder de acomodação e de corrupção do parlamento. Forte não no sentido eleitoral apenas, mas que seja capaz de centralizar de fato as ações dos parlamentares para um centro comum, o que supõe um núcleo coeso de quadros. O uso do parlamento se coloca para uma organização que já tenha conquistado as lideranças do operariado em seus setores decisivos (coloca-se, pois, para um partido de quadros); é um meio para influenciar a massa dos operários e trabalhadores, ainda alheios à política. (v. “Doença infantil...”)
O rigor dessas orientações está ausente hoje da quase totalidade das organizações e partidos de esquerda. Em boa medida, isso se deve a adoção das diretrizes do Cominform (Centro de Informações comunistas, que substituiu a IC), que enterrou essas orientações, se tornou pragmática, colocando em primeiro plano as necessidades dos estados socialistas, e não do movimento comunista.
Quanto ao uso do parlamento no Brasil, a discrepância em relação às diretrizes da IC é gritante. Em muitos casos as organizações são apêndices dos parlamentares. No Brasil do século XXI, ainda poucas organizações de esquerda mantém esta tradição teórica trazida ao Brasil inicialmente pela ORM-Polop (em suma, RB/Psol e ASS/Intersindical).
A conjuntura da época
O surgimento da POLOP ocorre em uma conjuntura marcada, por um lado, pelo aguçamento das disputas entre setores das classes dominantes e, de outro, pela influência da revolução cubana.
O impacto da revolução cubana.
Em 1959 os guerrilheiros cubanos vencem a ditadura militar de Batista, desgastada pelo movimento de guerrilhas deflagrada em 1956. O golpe final na ditadura foi a greve geral seguida de insurreição dos trabalhadores, chamada pela rádio rebelde dos guerrilheiros, e preparada pelos grupos revolucionários urbanos que agiam articulados com os guerrilheiros.
A revolução ocorreu a menos de 200 km do território dos EUA, mostrou a sua viabilidade no continente, foi capaz de destruir as forças militares do Estado burguês, e mais – a principal organização que dirigiu o processo não foi o partido comunista, mas sim o Movimento Revolucionário 26 de julho (apoiado pelo Diretório revolucionário 13 de março e pelo Partido Socialista Popular (partido comunista); inovou no processo de luta, combinando a guerrilha rural constituída de colunas móveis com a insurreição urbana (nesta, pesou a tradição de luta do proletariado cubano, que em 1933 teve papel decisivo na derrubada do ditador Gerardo Machado, através da greve geral).
Foi grande o impacto da revolução no Brasil: contestou na prática o caminho da transformação do capitalismo pela via das reformas pacificas defendida pela esquerda oficial no Brasil – o PCB; em 59 as Forças Armadas de Cuba estavam destruídas pela ação combinada da guerrilha e da insurreição; da vitória em 1959 (fuga do ditador Batista) até 1961 houve um período de transição: nos meses iniciais, um governo composto por comandantes guerrilheiros e liberais honestos (duplo poder); sob pressão dos trabalhadores um comandante guerrilheiro de direita se asila em Miami, e os liberais se retiram do governo; na sequência faz-se a reforma agrária e a expropriação das empresas imperialistas, entre outras medidas; somente em 1961 Fidel proclama que Cuba é socialista.
No Brasil, o esgotamento da política populista.
Jânio Quadros sucede Juscelino em um cenário de inflação em ascensão, e de mobilização crescente dos trabalhadores para recompor o salário. Renuncia com menos de um ano de governo, na expectativa de que o Congresso o reconduzisse com plenos poderes, mas a manobra falha. Após um período de negociação, o seu vice Jango assume; e tenta reproduzir o bonapartismo de Getúlio: utilizar o movimento sindical para pressionar o imperialismo e o latifúndio para obter concessões: as reformas de base. Mas o seu partido, o PTB, e o PCB, que controlam as máquinas sindicais, tem diante de si um proletariado mais amadurecido e com o movimento grevista aumentando (a inflação alcançava a marca dos 80% ao ano). Esse movimento contamina os marinheiros, soldados da aeronáutica, sargentos ameaçando dividir horizontalmente as Forças Armadas. Diante da ameaça ao domínio burguês, a classe dominante (que se integrava a passos largos ao imperialismo) resolve livrar-se da liderança populista – que já havia cumprido o seu papel de impulsionar a industrialização - e dar o golpe militar. 
O PCB seguia a reboque da política de Jango; negava a possibilidade do golpe; este seria impedido pelo dispositivo armado (os oficiais progressistas); a POLOP apontava para o golpe iminente e propunha a formação de uma Frente dos trabalhadores da cidade e do campo para enfrentá-la; mas a força da POLOP era muito reduzida, e o seu chamamento serviu mais como propaganda.
O golpe demonstrou a falência das análises e das propostas do PCB (entre as quais caminho pacífico das transformações); nos anos seguintes o PCB se fragmenta em várias correntes.
O Estado: retomada das formulações clássicas
“Como o Estado nasceu da necessidade de refrear os antagonismos de classes, no próprio conflito dessas classes, resulta, em princípio, que o Estado é sempre o Estado da classe mais poderosa, da classe economicamente dominante que, também graças a ele, se torna a classe politicamente dominante e adquire, assim, novos meio de oprimir e explorar a classe dominada”...”O Estado representativo moderno é um instrumento de exploração do trabalho assalariado pelo capital”...”...o Estado é a instituição de um poder público que já não corresponde diretamente à população...” a organização espontânea da população em armas se tornou impossível desde que a sociedade se dividiu em classes...esse poder público...compreende não só homens armados, como também elementos materiais, prisões e instituições coercitivas de toda a espécie... (Engels, “Origem da família, da propriedade privada e do Estado”).
“A substituição do Estado burguês pelo Estado proletário não é possível sem revolução violenta. A abolição do Estado proletário, isto é, a abolição de todo e qualquer Estado, só é possível pelo “definhamento”. (Lenin, “O Estado e a revolução”). “ Ainda sobre o Estado burguês:... é preciso ”não passar para outras mãos a maquina burocrática e militar – como se tem feito até aqui – mas quebrá-la” (Marx – 1871)
As ideias acima estavam enterradas na época da formação da POLOP, e foram os pontos de partida para as formulações sobre o Estado no Brasil.
A república democrática é a forma mais adequada ao domínio burguês. Em primeiro lugar, a burguesia manda, em virtude do seu poder econômico, seus representantes ao parlamento; lá, os vários setores burgueses defendem os seus interesses imediatos na legislação. É portanto, uma ditadura direta da burguesia. Em segundo lugar, o sistema democrático, o jogo parlamentar, as eleições, possibilitam que a ditadura seja exercido de modo velado, escondem o caráter de classe do Estado. Diminuem os pontos de atrito criados pelo Estado. Permitem mudanças de governo sem arriscar o sistema de governo. Outros recursos são usados pela burguesia para garantir os seus interesses: a divisão do legislativo em Câmara e Senado, os três poderes (executivo, legislativo, judiciário).
Por outro lado, a república democrática possibilita “uma forma mais ampla, mais livre, mais aberta de luta de classes e de opressão de classe “...”representa para o proletariado imensas facilidades na luta” pelo socialismo (Lenin “O Estado e a revolução”).
Quando os recursos da democracia burguesa não garantem mais a ordem existente, as classes dominantes escolhem o caminho da ditadura indireta e aberta. Nas ditaduras indiretas, as várias facções da classe dominante não tem o parlamento para fazer valer os seus interesses de facção. Na prática, acaba prevalecendo o interesse dos setores mais poderosos da burguesia. A ditadura indireta serve a essa classe.
Mas toda ditadura indireta tem uma base de classe.
No caso do bonapartismo do século XIX, a base de classe foi o pequeno compones conservador, e os mercenários e o lumpen-proletariado nas cidades. Mas a ditadura servia a “aristocracia financeira” da época. O fenômeno do bonapartismo é característico de sociedades em que o proletariado estava pouco amadurecido.
No Brasil a ditadura de Vargas representa um bonapartismo em que o lugar de pequenos proprietários camponeses, inexistentes, foi ocupado pelo jovem proletariado recém vindo do campo, ainda não consciente. O governo Vargas serviu à coligação entre a burguesia industrial e o latifúndio, em que o peso do setor industrial cresceu constantemente.
Nos países capitalistas desenvolvidos a ditadura aberta da burguesia assume a forma de fascismo. Sua base de classe é a pequena burguesia. Ele serve os setores mais poderosos da classe dominante, o capital financeiro e os grandes monopólios. Surge como reação direta ao movimento político e sindical da classe operária, geralmente após experiências reformistas fracassadas.
Tanto o bonapartismo como o fascismo exigem tempo e condições para amadurecer. No Brasil, para enfrentar os riscos ao seu domínio, as classes dominantes recorreram, em 1964, à ditadura militar. O grau de industrialização e complexidade do país tornam uma ditadura militar – muito rígida – uma solução de emergência; os diversos setores da burguesia, desde que o poder não esteja imediatamente em risco, preferem a ditadura direta e velada, ou seja, a democracia.
Nenhuma união especial: manter a independência da classe
A POLOP definia o caráter da revolução no Brasil como socialista. Mas, mesmo que o caráter da revolução fosse burguês, lembrava as orientações de Marx e Engels na Mensagem do Comitê Central à Liga dos Comunistas (1850), quando se tinha pela frente uma revolução burguesa: “Para se lutar contra um inimigo comum não se precisa de nenhuma união especial. Uma vez que é necessário lutar diretamente contra tal inimigo, os interesses de ambos os partidos coincidem no momento e essa união, como vem ocorrendo até agora surgirá no futuro por si mesma e momentaneamente”...”Durante a luta, e depois dela, os operários devem aproveitar todas as oportunidades para apresentar as suas próprias exigências, ao lado das exigências dos democratas burgueses.” E porque combateram essa união (que na linguagem política de hoje se chamaria de "frente")? Porque "O proletariado perderia a posição independente que conquistou à custa de tantos esforços e cairia uma vez mais na situação de simples apêndices da democracia oficial”.
No movimento russo, até fevereiro de 1917, período em que a revolução burguesa estava em pauta, na social-democracia, bolcheviques e mencheviques divergiam: o pomo da discórdia em todas as fases da disputa eram as relações com a chamada burguesia liberal, perante a qual Lenin defendia a completa independência do movimento operário e combatia os mencheviques porque sacrificaram a independência à aliança com a burguesia. "Marchar separados, bater-se juntos" era o princípio que regia a estratégia leninista. Isso porque a estratégia era vencer o inimigo comum e, em seguida, em um processo ininterrupto, derrotar a burguesia e caminhar para a ditadura do proletariado.
O ponto de partida: um programa socialista para o Brasil
Da carta convocatória da fundação já constava como um dos objetivos a elaboração de um Programa Socialista para o Brasil. A POLOP partia da constatação de que não tivemos feudalismo no país, que desde o século XVI, o país foi conquistado, povoado e desenvolvido em função do capital mercantil, servindo passivamente ao processo de acumulação primitiva das metrópoles; e que após o fim do domínio colonial, continuou como fornecedor de matérias-primas, sob domínio das metrópoles capitalistas e como seu mercado; além disso, foi absorvido e integrado ao sistema imperialista. A facção industrial da burguesia nasce apoiada em parte do setor agrário exportador, com as bênçãos do imperialismo; a hegemonia da burguesia das cidades foi assegurada pelo seu crescimento dentro da coligação das classes dominantes; a cooperação antagônica impõe-se na relação da burguesia nascente com o imperialismo. Após a revolução de 1917 na Rússia, a burguesia industrial não se arrisca mais a liderar um processo revolucionário para colocar o Estado a seu serviço.
Em 1961 o país é capitalista, integrado ao imperialismo e com o seu setor agrário-exportador, sócio do setor industrial, submetido a um lento processo de racionalização e modernização. Diante desse quadro, a POLOP definiu o caráter da revolução como socialista.
Hoje, essa questão - o caráter socialista da revolução - que baliza ou deveria balizar a ação, é adotado pela quase totalidade de grupos e partidos de esquerda, embora nem sempre haja coerência das suas práticas com essa definição. É o caso, por exemplo, da luta por governos democráticos e populares, ou por programas democrático-populares, esquecendo que democrático = burguês e populares deriva de povo, isto é, burguesia + proletariado.
Formar a vanguarda do proletariado, força motriz da revolução
A classe operária, produtora de mais-valia - objetivo do capitalista, é a classe no capitalismo que, pelo papel que desempenha, é submetido sem tréguas aos rigores da exploração; não há como conciliar o antagonismo entre o salário e a mais-valia. O caráter social da produção, mais evidente nas grandes empresas, espontaneamente leva à união dos operários para a luta de resistência contra a exploração capitalista.
É da mais-valia que provém o lucro não só do industrial, mas da burguesia comercial, dos banqueiros, os aluguéis e os impostos.
Os operários não podem dividir a grande indústria e se apossar das suas partes para acabar com a exploração; é preciso tomá-la coletivamente; e só podem fazê-lo destruindo o Estado que existe para garantir o regime de exploração.
Por isso, a classe operária é a classe revolucionária, vanguarda do proletariado (os que vendem a sua força de trabalho para sobreviver).
Para a classe operária desempenhar o papel de coveiro do capitalismo é necessário que ela se prepare para tal, o que exige o conhecimento do funcionamento da sociedade, de como agem as classes, de seus setores, do Estado e das condições da luta. Em suma, ligar a teoria ao movimento da classe. Esse trabalho envolve o estudo da teoria pelas lideranças operárias (propaganda), mas também a difusão do ponto de vista da classe, para a classe toda, frente a  cada acontecimento na sociedade que ajude a revelar a face de cada classe ou setor, aproveitando os fatos, as lutas e conflitos cotidianos (agitação).
Uma organização de composição operária
Para desenvolver esse trabalho, a POLOP contava com quadros na maioria não operários. Impunha-se como tarefa preliminar, mas nada fácil, formar quadros operários em setores decisivos da classe. Nada fácil porque nos anos anteriores ao golpe os sindicatos eram dirigidos, na sua grande maioria, ou pelo PCB ou pelo PTB.
Com a ditadura militar veio a destituição dos dirigentes sindicais e a imposição de interventores: aumentou o risco da repressão, além da demissão que já estava presente no dia a dia. Com o AI-5 e a ação dos grupos militares de enfrentamento da ditadura, a repressão se intensificou ainda mais.
Nessas condições o trabalho de enraizamento na classe avançou muito lentamente.
A POLOP se considerava uma organização revolucionária, mas não um partido, precisamente porque era baixa o seu enraizamento no operariado. Se outros grupos semelhantes surgissem havia a disposição de trabalhar conjuntamente e conjugar esforços para um futuro partido da classe operária. Mas de modo algum concebia um partido sem a participação de um contingente expressivo de lideranças operárias de setores decisivos da classe.
Entendia, por outro lado, que a formação de um partido tinha que se dar paralelamente ao amadurecimento da classe nas suas lutas econômicas e políticas; partido da classe e o amadurecimento da classe são duas faces da mesma moeda.
Liberdade e autonomia sindical; organização nas fábricas
Antes de 30 as lideranças operárias eram anarquistas ou anarco-sindicalistas, imigrantes de origem italiana ou espanhola, bastantes combativas; mas foram em grande parte perseguidas e expulsas. A luta sindical era questão da polícia. Com todas as dificuldades foram entretanto capazes de desencadear a greve geral de 1917.
No Estado Novo, a Consolidação das Leis Trabalhistas incorporou conquistas das lutas anteriores, mas ao mesmo tempo enquadrou o movimento na estrutura sindical copiada da Itália fascista, o que foi possível pela repressão existente e também pela incorporação de numeroso contingente de trabalhadores recém chegados do campo, sem a experiência de luta do período anterior. Além da camisa de força da estrutura sindical, foi  instituída a Justiça do Trabalho.
Historicamente os sindicatos são órgãos formados pelos trabalhadores para resistir à exploração do capital; é a luta econômica, que se dá nos marcos da sociedade burguesa; essa luta por si só não coloca em cheque a exploração capitalista. Mas são importantes para avançar a consciência, a solidariedade e a organização da classe.
No Brasil, através da CLT, a burguesia colocou uma camisa de força nos sindicatos. Como não era mais possível proibir os sindicatos, procurou-se controlá-los e corrompê-los.
O PCB foi omisso no combate a essa estrutura, mesmo no período pós Estado Novo.
Na carta convocatória do Congresso de Fundação da POLOP, já se aponta a importância da luta para se livrar da tutela do Estado sobre o movimento sindical no processo de transformação da classe em si (quando existe como fator econômico e social) para classe para si (quando desempenha um papel político independente, de classe).
A proposta de formação de sindicatos independentes e opostos à burguesia e ao seu Estado esteve sempre presente, em toda trajetória da POLOP.
Nos sindicatos existentes, em geral, uma parte minoritária participava da vida sindical. A POLOP levantava por isso a necessidade de organizar Comitês de Empresa, que representasse tanto os sindicalizados como os não sindicalizados, incluindo sempre que possível um representante sindical oficial. Os Comitês não substituíam o trabalho sindical propriamente dito, mas procuravam incluir todos os operários para amadurecê-los nas lutas específicas da fábrica; são, além disso, o embrião, o ponto de partida para o futuro controle operário da produção. 
Após o golpe, ocorre em S.Paulo uma articulação sindical para enfrentar o arrocho, o MIA, movimento intersindical antiarrocho.
Mas as primeiras manifestações marcantes de luta foram as greves de Osasco e de Contagem em 1968 e foram movimentos que contavam com uma forma de organização de base e tiveram a participação de várias correntes políticas. Em Minas nós estávamos presentes mas quem tinha muito peso era a corrente que depois ajudou a construir o PCBr, em Osasco também estávamos presentes mas o que tinha muita força era o pessoal do Zé Ibrahim que depois se incorporou ao Movimento Nacionalista Revolucionário.
Depois teve o Movimento de Oposição Metalúrgica de São Paulo (MOMSP) – oposição sindical - que desenvolveu um trabalho bem mais longo, disputou várias eleições e tinha um trabalho de organização clandestina, com alguns porta-vozes para negociar, mas o fundamental do trabalho era feito clandestinamente e foi um trabalho que chegou a ter um peso importante; na disputa das eleições dos sindicatos metalúrgicos eles chegaram a vencer,  mas perderam devido a fraudes na contagem dos votos. 
 CEPAL, Teoria da dependência
A POLOP sofreu influência de algumas formulações da CEPAL. No Programa Socialista para o Brasil, de setembro de 1967, lê-se que “ o Brasil é hoje um país capitalista industrial, cujo desenvolvimento encontra-se bloqueado”, baseando-se nas análises da CEPAL. Entretanto, algumas páginas à frente, avaliando a crise econômica, aponta que nos anos 66 e 67, “a produção apresentou uma relativa recuperação, embora diminuta, com taxas de 4,4% e 4,5%”. Essas taxas referem-se ao PNB (produto nacional bruto). A menor taxa havia sido em 1963, com 1,6%. Nos anos seguintes, o crescimento do produto é maior ainda, atingindo o pico em 1973 (o “milagre econômico”), desmentindo o bloqueio.
Em 1975, a POLOP adota, inspirado nos escritos de Rui Mauro Marini, principalmente “Dialética da dependência”, teses de que a ditadura militar teria caráter estrutural, para garantir o arrocho salarial: a “super-exploração”.
Para Marini, a acumulação capitalista nos países centrais está indissoluvelmente ligada ao subdesenvolvimento dos países periféricos.
Para contrabalançar a tendência decrescente da taxa de lucro nos países centrais, estes transgrediam a lei do valor, impondo, aos países periféricos, um “intercâmbio desigual” nos bens de salário e matérias primas industriais importados destes. Para contrabalançar esta perda de valor, a burguesia dos países periféricos tinham a necessidade “estrutural” da “super-exploração”, outra transgressão da lei do valor. Isso possibilitava 1) a diminuição do salário operário nos países centrais através dos produtos de subsistência importados, portanto, aumento da mais-valia relativa, e por outro lado, 2) a desvalorização das matérias-primas importadas dos países dependentes desvalorizava o capital constante nos países centrais, contrabalançando a tendência à queda da taxa de lucro.
A Teoria da Dependência salientava ainda a realização da mais-valia dos países dependentes no exterior.
Embora a Teoria da dependência não conclua com uma proposta política específica, na POLOP, por um período, uma corrente interna tomou-a como referência para justificar uma orientação voluntarista, 1) negando as reivindicações parciais do proletariado – consideradas economicistas – e 2) adotando palavras-de-ordem irreais, como o reajuste de 200% na luta salarial para derrubar o arrocho, que era “estrutural” - o que elevava a luta salarial à condição de luta “política”- e portanto, acabar com o arrocho estava na linha direta da tomada do poder.
Em abril de 1978, na sua 5ª Conferência Nacional, a POLOP completa a avaliação auto-critica, iniciada no ano anterior pelo Comitê Nacional. A argumentação consta da revista Marxismo Militante (MM) nº 6; em resumo, ela contesta a ideia da existência de uma “super-exploração” nos países periféricos, que o valor do salário é histórico e varia de país para país; sustenta que o intercâmbio desigual entre os países imperialistas e periféricos deve-se, por um lado, a concorrência de produtos similares que os centros passavam a produzir e, por outro, pelos preços de monopólio da época imperialista, que encareceram os produtos imperialistas em relação aos agrários. Não há nos dois casos transgressão da lei do valor.
O artigo da revista MM refuta a ideia de que a mais-valia, extraída no país, se realiza através da exportação (uma parte reduzida realiza-se pela exportação); lembra o peso, no Brasil, do consumo produtivo (das empresas) e do consumo individual dos capitalistas e outras camadas de altas rendas, além do consumo do restante dos trabalhadores. O que caracteriza o sub-desenvolvimento é a exportação de parte considerável da mais-valia sob a forma de lucros, juros e royalties.
O foco de guerrilhas
No Programa Socialista para o Brasil, a POLOP destaca o papel central – quando a luta de classes atinge o seu auge em uma situação revolucionária - da insurreição operária para a tomada do poder.
Inspirado na revolução cubana, e consciente do peso relativo bem maior do operariado brasileiro, em particular, e a diferença nas condições de luta em geral, (essa avaliação consta de artigo do jornal Política Operária da POLOP, de abril de 1962, ao comentar o livro “Guerra de guerrilhas” de Guevara), o Programa (aprovado em setembro de 1967, sob a ditadura militar) destaca a guerrilha como uma forma de luta que, “desencadeada em uma fase e em condições em que a sua ação acelera o surgimento de uma situação revolucionária”, pode minar e desgastar o domínio “tanto do ponto de vista militar, quanto econômico e político”.
Nos anos que precederam o golpe militar de 1964, a burguesia estava dividida, o movimento dos trabalhadores crescia, havia rebeliões de sargentos e marinheiros, tentativas de revoltas de grupos direitistas de oficiais; o golpe militar foi desencadeado com alvos definidos: a liderança burguesa populista, os trabalhadores urbanos, rurais, o movimento estudantil, os partido e organizações de esquerda.
Não houve, de imediato, censura à imprensa e havia expectativa entre políticos como Juscelino, Lacerda e outros, e mesmo nas forças armadas, de retomada da democracia.
Em outras palavras, até 1968 havia uma disputa sobre os caminhos a seguir no interior da ditadura militar, e que se resolve com o AI-5, em dezembro de 1968; com esse ato, a volta imediata à democracia é descartada, estabelece-se a censura à imprensa, os partidos existentes são extintos, o congresso se torna um apêndice da ditadura, a repressão se intensifica.
É reprimido, em 1967, na fase preparatória, um grupo cujo núcleo principal é de ex-militares expulsos das Forças Armadas, que pretendia desencadear a luta de guerrilhas em Caparaó.